# Ring Lardner
Ringgold Wilmer Lardner (Niles, 6 marzo 1885 – East Hampton, 25 settembre 1933) è stato un giornalista, scrittore e sceneggiatore statunitense famoso soprattutto per le sue satire sullo sport, sul teatro e sul matrimonio.

## Biografia
Nato a Niles, in Michigan, fin dall'adolescenza l'ambizione di Lardner fu di diventare un giornalista sportivo, ambizione che riuscì a realizzare nel 1907 quando ottenne un contratto dall'Inter-Ocean di Chicago. Nel biennio 1910/1911 fu direttore del The Sporting News di St. Louis; scrisse articoli per il Boston American, il Chicago American ed altri giornali fino al 1919, anno in cui si associò ad un'agenzia di stampa. Nel 1911 si sposò con Ellis Abbott.
Nel 1916 Lardner pubblicò il suo primo libro di successo, You Know Me Al, scritto in forma di lettere inviate da un giocatore di baseball di una lega di scarso livello ad un amico rimasto a casa al paese. Venne inizialmente pubblicato, come sei racconti separati ma interconnessi tra loro, sul The Saturday Evening Post, il che spinse alcuni a classificare il libro come una raccolta di racconti, mentre altri l'avevano giudicato un romanzo. Come la maggior parte delle storie di Lardner, You Know Me Al usa la satira per mettere alla berlina la stupidità e l'avidità di un certo tipo di atleti. Andrew Ferguson, che in un articolo sul The Wall Street Journal definì il libro come uno dei cinque migliori esempi di umorismo americano, scrisse:
Lardner continuò a scrivere racconti estremamente popolari come Haircut, Some Like Them Cold, The Golden Honeymoon, Alibi Ike, e A Day in the Life of Conrad Green. Continuò anche a scrivere storie che andavano ad ampliare You Know Me Al, con l'eroe di quel libro, il testardo ma ingenuo Jack Keefe, che viveva i vari alti e bassi della sua carriera nella Major league e della sua vita privata. Le lettere mandate al suo amico Al dal soldato Keefe durante la prima guerra mondiale furono raccolte nel libro Treat 'Em Rough.
Lardner fu affascinato dal teatro per tutta la vita, anche se il suo solo successo in quel campo fu June Moon, una commedia scritta insieme al veterano di Broadway George S. Kaufman. Scrisse una serie di brevi lavori dalla comicità nonsense che divertirono molto i partecipanti alle riunioni dello staff del teatro, in cui mostrava un umorismo esplosivo ed anticonformista e proponeva soluzioni di scena impossibili quali "Il sipario viene abbassato per sette giorni per suggerire che è trascorsa una settimana".
Lardner fu intimo amico di Francis Scott Fitzgerald e di altri scrittori dell'epoca del jazz, e i suoi lavori furono pubblicati dallo stesso curatore editoriale di Fitzgerald, Maxwell Perkins. Fu sotto certi aspetti il modello del tragico personaggio di Abe North nell'ultimo romanzo completo di Fitzgerald Tenera è la notte. Lardner non scrisse mai un vero romanzo, ma viene da molti considerato come uno dei migliori autori di racconti statunitensi mai vissuti.
Morì per complicazioni derivate dalla tubercolosi.

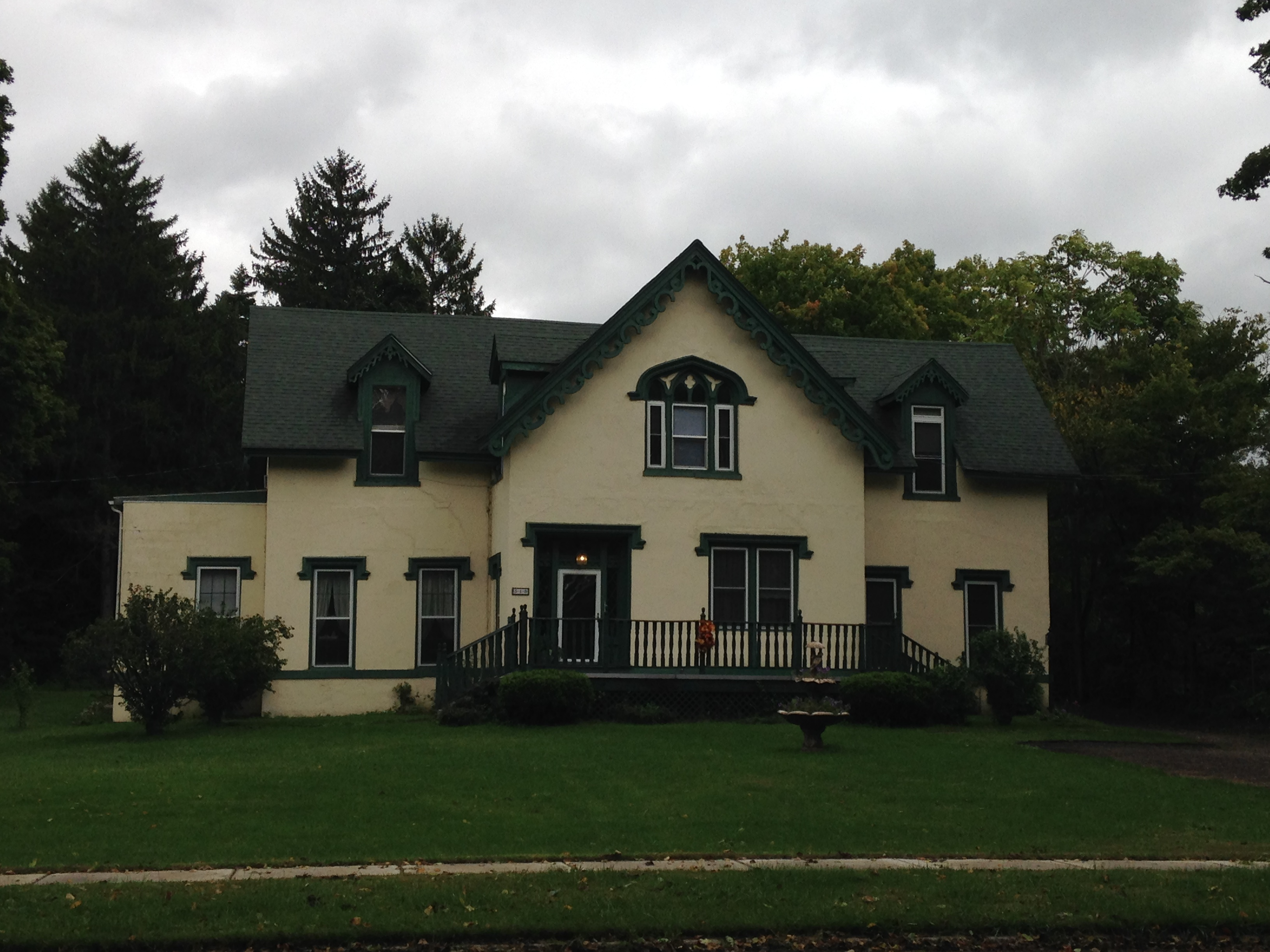
La casa natale di Ring Lardner

## Curiosità
- Uno dei figli di Lardner, Ring Lardner Jr., vinse due premi Oscar come sceneggiatore, ma finì poi nella lista nera dei Dieci di Hollywood nel periodo della "caccia alle streghe".
- Lardner compare come personaggio nel film Otto uomini fuori, interpretato dal regista del film John Sayles, che fisicamente gli assomigliava.
- Ring Lardner viene citato come il secondo scrittore preferito da Holden Caulfield nel romanzo di J. D. Salinger Il giovane Holden:

(J.D.Salinger)

## Filmografia

### Sceneggiatore (parziale)
- Al You Know Me (1915)
- The New Klondike, regia di Lewis Milestone - soggetto (1926)

### Attore
- Go and Get It di Marshall Neilan ed Henry Roberts Symonds (1920)

### Film o documentari dove appare Ring Lardner
- Fore! (1922)
- Oh, Baby! di Harley Knoles (1926)
- Glorifying the American Girl di Millard Webb  (1929)